# Platynectes hainanensis
Platynectes hainanensis är en skalbaggsart som beskrevs av Nilsson 1998. Platynectes hainanensis ingår i släktet Platynectes och familjen dykare. Inga underarter finns listade i Catalogue of Life.